# Tanpopo / Petit Moni Mega Best
Albums par Tanpopo
All of Tanpopo
(2002)
Albums par Petit Moni
Zenbu! Petit Moni
(2002)
Tanpopo / Petit Moni - Mega Best (タンポポ／プッチモニ メガベスト, ou Tanpopo / Petitmoni Mega Best), est un album compilation des singles des groupes Tanpopo et Petit Moni, sous-groupes de Morning Musume, sorti en 2008.

## Présentation
L'album sort le 10 décembre 2008 au Japon sous le label zetima. Il contient douze titres parus en singles ("face A") entre 1998 et 2002 : les huit de Tanpopo et les quatre de Petit Moni. Il contient en plus le dernier titre enregistré par Petit Moni : Wow Wow Wow, uniquement paru sur la compilation Petit Best 4 de 2003. Il sort dans le cadre de la série de compilations Mega Best des divers artistes du Hello! Project destinés à quitter le H!P quelques mois plus tard. Du fait de la faible production discographique de ces deux groupes, ils sont réunis sur une compilation en commun, contrairement aux autres artistes de la série. L'album inclut également un DVD en supplément, contenant les douze clips vidéo des chansons, plus une version filmée en concert de la chanson Wow Wow Wow qui n'avait pas bénéficié d'un clip.

## Participantes
Tanpopo
- "1re génération" : Kaori Iida, Mari Yaguchi, Aya Ishiguro (titres 1, 2, 3, 4)
- "2e génération" : Kaori Iida, Mari Yaguchi, Rika Ishikawa, Ai Kago (titres 5, 6, 7)
- "3e génération" : Rika Ishikawa, Ayumi Shibata, Asami Konno, Risa Niigaki (titre 8)

Petit Moni
- "1re génération" : Kei Yasuda, Maki Goto, Sayaka Ichii (titre 9)
- "2e génération" : Kei Yasuda, Maki Goto, Hitomi Yoshizawa (titre 10, 11, 12)
- "3e génération" : Hitomi Yoshizawa, Makoto Ogawa, Ayaka (titre 13)

## Liste des titres
| 1.  | Last Kiss (ラストキッス)                            | Tanpopo    |  |
| 2.  | Motto                                               | Tanpopo    |  |
| 3.  | Tanpopo (たんぽぽ)                                  | Tanpopo    |  |
| 4.  | Seinaru Kane ga Hibiku Yoru (聖なる鐘がひびく夜)    | Tanpopo    |  |
| 5.  | Otome Pasta ni Kandō (乙女 パスタに感動)            | Tanpopo    |  |
| 6.  | Koi wo Shichaimashita! (恋をしちゃいました!)        | Tanpopo    |  |
| 7.  | Ōjisama to Yuki no Yoru (王子様と雪の夜)            | Tanpopo    |  |
| 8.  | Be Happy Koi no Yajirobee (BE HAPPY 恋のやじろべえ) | Tanpopo    |  |
| 9.  | Chokotto Love (ちょこっとLOVE)                      | Petit Moni |  |
| 10. | Seishun Jidai 1.2.3! (青春時代1.2.3!)               | Petit Moni |  |
| 11. | Baby! Koi ni Knock Out! (BABY! 恋にKNOCK OUT!)      | Petit Moni |  |
| 12. | Pittari Shitai X'mas! (ぴったりしたいX'mas!)        | Petit Moni |  |
| 13. | Wow Wow Wow (WOW WOW WOW) (de l'album Petit Best 4) | Petit Moni |  |

| 1.  | Last Kiss (ラストキッス)                            | Tanpopo    |  |
| 2.  | Motto                                               | Tanpopo    |  |
| 3.  | Tanpopo (たんぽぽ)                                  | Tanpopo    |  |
| 4.  | Seinaru Kane ga Hibiku Yoru (聖なる鐘がひびく夜)    | Tanpopo    |  |
| 5.  | Otome Pasta ni Kandō (乙女 パスタに感動)            | Tanpopo    |  |
| 6.  | Koi wo Shichaimashita! (恋をしちゃいました!)        | Tanpopo    |  |
| 7.  | Ōjisama to Yuki no Yoru (王子様と雪の夜)            | Tanpopo    |  |
| 8.  | Be Happy Koi no Yajirobee (BE HAPPY 恋のやじろべえ) | Tanpopo    |  |
| 9.  | Chokotto Love (ちょこっとLOVE)                      | Petit Moni |  |
| 10. | Seishun Jidai 1.2.3! (青春時代1.2.3!)               | Petit Moni |  |
| 11. | Baby! Koi ni Knock Out! (BABY! 恋にKNOCK OUT!)      | Petit Moni |  |
| 12. | Pittari Shitai X'mas! (ぴったりしたいX'mas!)        | Petit Moni |  |
| 13. | Wow Wow Wow (Live Ver.) (WOW WOW WOW...)            | Petit Moni |  |